# Achilles Heel
"Achilles Heel" es el octavo episodio de la primera temporada de la serie de televisión de thriller psicológico Homeland. Se emitió el 20 de noviembre de 2011, en Showtime. El episodio fue escrito por Chip Johannessen, y dirigido por Tucker Gates.
Mientras que Carrie y Saul se enteran de la noticia de que Walker está vivo, la comunidad de inteligencia se enfrenta a la mejor manera de capturarlo; Brody aprende una sorprendente verdad sobre su cautiverio.

## Argumento
Tom Walker (Chris Chalk) se encuentra en Washington D. C., sin donde vivir, pidiendo dinero en la calle. Monsour Al-Zahrani (Ramsey Faragallah), un diplomático saudí, le entrega una llave junto con un mensaje escrito en un billete de un dólar.
Carrie (Claire Danes) y David (David Harewood) hablan con la familia de Walker. Helen Walker (Afton Williamson) dice que su hijo Lucas (Jaden Harmon) le contó que había visto a su padre, pero creyendo que estaba muerto, pensó que no era él. En otra habitación, Saul (Mandy Patinkin) le pregunta a Brody (Damian Lewis), quién insiste en que Tom Walker murió en Irak.
Cuando Brody regresa a casa de Langley, él y Jessica (Morena Baccarin) tienen una emotiva conversación acerca de su relación con Mike. Ella le expresa su pesar por haber seguido con su vida debido a su ausencia, pero trata de hacerle ver cuánto tiempo lo esperó. Él le dice que no la culpa.
Saul muestra a Carrie su liderazgo: Tom Walker llama a la que fue su casa en el pasado, cuando su familia no estaba, sólo para escuchar sus voces en la contestadora.
Elizabeth Gaines (Linda Purl), consejera principal del vicepresidente, llama a la familia de Brody durante la cena, e invitó a Brody a lo que sería "la fiesta del año". La familia acepta su invitación.
En la casa de Saul, Mira Berenson (Sarita Choudhury) hace sus maletas para viajar a la India sola, y Saul está visiblemente molesto por sus planes. Carrie llega y le dice a Saul que ella habló personalmente con Brody después de que su operación de vigilancia fuera cancelada. Ella insiste en que su relación con él ha terminado. Él al principio lo desaprueba diciendo que nunca debió haber ocurrido, pero luego lo acepta.
Un equipo especial es preparado para rastrear la siguiente llamada de Tom Walker a la casa de su familia. Helen Walker responde la llamada, pero cuelga. El equipo especial no es capaz de rastrear la llamada.
En la fiesta de Elizabeth Gaines, ésta insinúa la posibilidad de que Brody sea preparado para reemplazar a un político que pronto renunciará debido a un escándalo.
Tom Walker llama de nuevo, y esta vez su esposa Helen habla con él y el FBI logra rastrear la llamada. Pero ella siente que lo ha traicionado, y le dice que se vaya. El FBI lo persigue hasta una mezquita. Se precipitan y matan accidentalmente a dos hombres que estaban allí solo por la oración matutina, y Tom logra escapar. Después de esto, David sugiere que se informe al público de lo ocurrido, y lo señalan como "terrorista". Mientras tanto, Tom Walker utiliza su llave y la nota para entrar a un almacén, donde un rifle de francotirador lo está esperando. La mañana siguiente , Carrie va a la casa de Brody y le dice que Tom sigue vivo y que es el prisionero de guerra que se hizo aliado de Al-Qaeda.
Saul corre a casa para ver a Mira. Es el día en que ella viaja a la India. Ella está subiendo sus cosas en un taxi. Decepcionado de cómo resultaron las cosas, la carrera de Saul lo ha convertido en un marido ausente, ella se despide y se aleja en el taxi. Saúl vuelve a casa, solo.
Monsour Al-Zahrani llega a casa por la noche para encontrarse con que alguien lo está esperando. Descubre que es Brody y lo ataca, furioso, porque los hombres de Abu Nazir le dijeron que Brody había matado a Tom Walker - su amigo. Él le dice a Al-Zahrani que ya no hablará más con Abu Nazir. "Dile que se acabó."

## Producción
El episodio fue escrito por el productor coejecutivo Chip Johannessen, su segundo de cuatro créditos de escritura para la primera temporada. Fue dirigida por Tucker Gates, su primer crédito como director de la serie.

## Recepción

### Índices de audiencia
La emisión original tuvo 1.2 millones de espectadores, un descenso de 220.000 respecto al episodio anterior.

### Críticas
Todd VanDerWerff de The A.V. Club le dio al episodio una "A-", citando una fuerte exploración de los personajes, y también elogió la actuación de Claire Danes semanalmente. James Poniewozik de TIME expresó cierta aprensión sobre el giro de la trama en la escena final, pero elogió la actuación y los elementos temáticos, concluyendo que "por ahora Homeland sigue siendo fácilmente el nuevo espectáculo más fuerte de la caída"..